# Numeración egipcia
El sistema de numeración egipcio permitía representar millones de numeros. A  principios del tercer milenio a. C. los egipcios disponían del primer sistema decimal desarrollado (numeración de base 10). Aunque no era una notación posicional, permitía el uso de números grandes y también describir cantidades pequeñas en forma de fracciones unitarias: las fracciones del Ojo de Horus. Las cantidades se representaban de una forma muy larga. Este es uno de los sistemas de numeración más antiguos.          

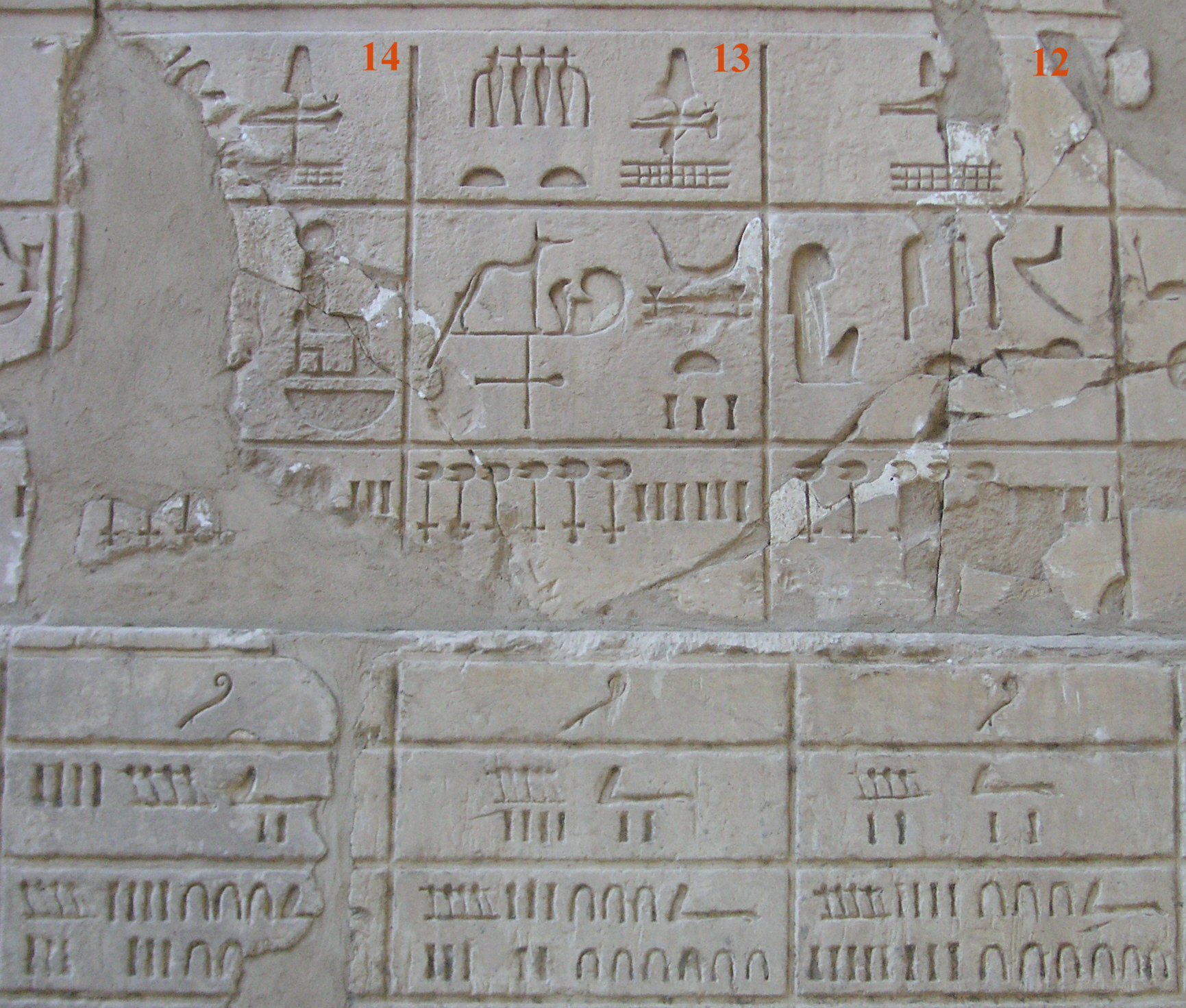
Inscripción jeroglífica en bajorrelieve con números.

## Escritura de cifras egipcias
En el Antiguo Egipto se podían representar los números con cifras o palabras (fonéticamente): como "30" o "treinta".
La representación fonética del número «treinta» sería:"30"
| Aa15 · D36 | D58 |  mˁȝb (maab)
este es un sistema vigesimal.
Sin embargo, no era muy común representarlos mediante sus nombres, con la excepción de los números uno y dos.
Los siguientes signos jeroglíficos eran usados para representar las diferentes potencias de diez en la escritura de izquierda a derecha.
| Z1 |

| Z1 |

| V20 |

| V20 |

| V1 |

| V1 |

| M12 |

| M12 |

| D50 |

| D50 |

| I8 |

| I8 |

| C11 |

| C11 |

| M12 | M12 | M12 | M12 |

| V1 · V1 · V1 · V1 · V1 · V1 |

| V20 | V20 | Z1 | Z1 |

| M12 | M12 | M12 | M12 |

| V1 · V1 · V1 · V1 · V1 · V1 |

| V20 | V20 | Z1 | Z1 |

1996

## Nombres de las cifras
Las cifras egipcias tienen los siguientes nombres.
| T21 · a · Z1 |

| T21 · a · Z1 |

| T22 | W24 · Z1 · Z1 |

| T22 | W24 · Z1 · Z1 |

| Aa1 · D52 | X1 · Z1 · Z1 · Z1 |

| Aa1 · D52 | X1 · Z1 · Z1 · Z1 |

| () | I9 · D46 | G43 | Z1 · Z1 · Z1 · Z1 |

| () | I9 · D46 | G43 | Z1 · Z1 · Z1 · Z1 |

| D46 | G43 | Z1 · Z1 · Z1 · Z1 · Z1 |

| D46 | G43 | Z1 · Z1 · Z1 · Z1 · Z1 |

| Z1 · Z1 · Z1 · Z1 · Z1 · Z1 |

| Z1 · Z1 · Z1 · Z1 · Z1 · Z1 |

| S29 | I9 · Aa1 | G43 | Z1 · Z1 · Z1 · Z1 · Z1 · Z1 · Z1 |

| S29 | I9 · Aa1 | G43 | Z1 · Z1 · Z1 · Z1 · Z1 · Z1 · Z1 |

| Z1 · Z1 · Z1 · Z1 · Z1 · Z1 · Z1 · Z1 |

| Z1 · Z1 · Z1 · Z1 · Z1 · Z1 · Z1 · Z1 |

| Q3 | S29 | I10 | Z1 · Z1 · Z1 · Z1 · Z1 · Z1 · Z1 · Z1 · Z1 |

| Q3 | S29 | I10 | Z1 · Z1 · Z1 · Z1 · Z1 · Z1 · Z1 · Z1 · Z1 |

## Aprende jugando: la numeración egipcia para niños

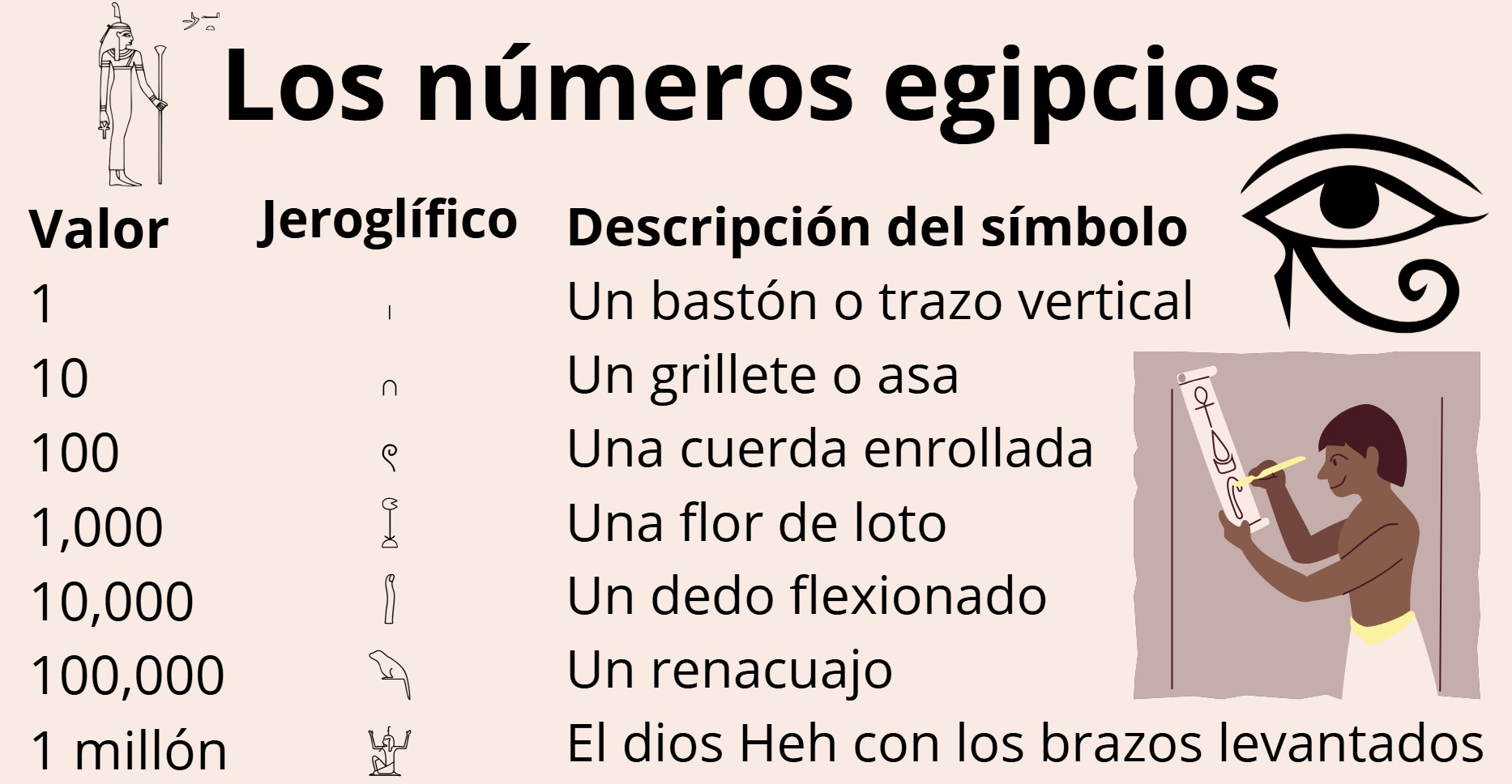
Números egipcios

Aunque los números egipcios se ven muy distintos a los que usamos hoy, comparten una idea clave: se organizan en grupos de diez. Los antiguos egipcios desarrollaron un sistema decimal, como el nuestro, pero con una gran diferencia: en lugar de usar dígitos del 0 al 9, ellos dibujaban símbolos especiales para representar cada cantidad.
Este sistema era aditivo, lo que significa que para formar un número, simplemente sumaban los valores de los símbolos. Por ejemplo, para escribir el número 30, repetían tres veces el símbolo de la decena. No necesitaban el cero, ni les importaba el orden en que colocaban los signos, porque cada uno tenía un valor fijo. Eso hacía que su escritura fuera flexible, visual y creativa, adaptándose al espacio disponible y al gusto de quien lo escribía.

### La lógica de los jeroglíficos matemáticos
Para contar, los egipcios no usaban números como los nuestros. En lugar de eso, dibujaban símbolos llamados jeroglíficos, y cada uno tenía un valor fijo. Era como si cada dibujo fuera una pieza de un rompecabezas que, al juntarse, formaba cantidades más grandes. ¡Un sistema ingenioso, visual y muy creativo!
Imagina que estos símbolos eran las herramientas mágicas de los escribas:
- Un bastón     para el número 1 → 𓏤
- Un grillete     o “U” invertida para el 10 → 𓎆
- Una cuerda     enrollada para el 100 → 𓍢
- Una flor     de loto para el 1,000 → 𓆼
- Un renacuajo     para el 100,000 → 𓆐
- El     dios Heh, con los brazos levantados, para el millón → 𓁨

Para escribir un número, simplemente repetían los símbolos que necesitaban. Por ejemplo, el número 23 se escribía así: 𓎆𓎆𓏤𓏤𓏤 (dos símbolos de 10 y tres de 1).
Lo más sorprendente es que el orden no importaba. Podían escribir los números de izquierda a derecha, de derecha a izquierda o de arriba abajo. Esto les permitía adaptar la escritura a cualquier espacio: desde papiros y estatuas hasta muros de templos. ¡Era como diseñar un número a medida del lugar!

### Actividades para aprender jugando
Explorar la numeración egipcia puede convertirse en una aventura divertida y creativa. A través de juegos y desafíos, puedes entender cómo contaban los antiguos egipcios y descubrir el significado de sus símbolos. Aquí te presentamos tres actividades para aprender jugando como un verdadero escriba del Nilo.
Construye tus propios números egipcios Imagina que eres un artesano del Antiguo Egipto. Con plastilina, palitos, papel o dibujos, puedes crear los símbolos que usaban para contar. Cada jeroglífico representa una cantidad: el bastón vertical (𓏤) equivale a 1, el grillete o “U” invertida (𓎆) representa 10, la cuerda enrollada (𓍢) vale 100, la flor de loto (𓆼) indica 1,000, el dedo flexionado (𓂭) señala 10,000, el renacuajo (𓆐) corresponde a 100,000 y el dios Heh con los brazos levantados (𓁨) simboliza un millón. Por ejemplo, para formar el número 132, puedes usar una cuerda enrollada, tres grilletes y dos bastones. Agrupa los símbolos en bloques de cuatro y decora tu creación como si fuera un bajorrelieve tallado en piedra.
Juego del escriba Organiza un juego de adivinanza con tarjetas que muestren números escritos en jeroglíficos. Cada jugador debe observar los símbolos y decir qué número representan. Por ejemplo, una tarjeta con cuatro grilletes y seis bastones (𓎆𓎆𓎆𓎆𓏤𓏤𓏤𓏤𓏤𓏤) representa el número 46. Otra con una flor de loto (𓆼) indica el número 1,000. Puedes incluir números como 132, 2,000 o 10,000 para hacerlo más desafiante. El jugador que acierte más tarjetas gana la partida. Para hacerlo aún más emocionante, puedes usar colores, pistas o un cronómetro.
Detectives del Nilo Conviértete en investigador y explora cómo los egipcios escribían números en monumentos, papiros o estatuas. En la maza del rey Narmer, por ejemplo, se usaron símbolos para contar animales: el renacuajo (𓆐) representa 100,000, el dedo flexionado (𓂭) equivale a 10,000 y la flor de loto (𓆼) indica 1,000. Si encuentras cuatro renacuajos, dos dedos y dos flores de loto, estás leyendo el número 422,000. ¿Puedes descubrir cuántos toros o cabras aparecen en esa inscripción? Observa con atención, suma los valores y resuelve el misterio como un verdadero detective del Antiguo Egipto.

### ¿Sabías que…?
- Aunque     era decimal, no era posicional: el orden de los símbolos no     cambiaba su valor.
- No     tenían símbolo para el cero, porque no lo necesitaban para contar.
- El     símbolo para 1 millón era un dios sentado con los brazos     levantados, como si sostuviera el cielo: 𓁨
- Los     números podían escribirse en cualquier dirección, y a veces se organizaban     según criterios estéticos.